# Beuronská kaple
Kaple Neposkvrněného početí Panny Marie v Teplicích, známější jako Beuronská kaple v objektu Teplického gymnázia, je kaple bývalého kláštera kongregace milosrdných sester Karla Boromejského. Jedná se o nejstarší plně dochovanou památku beuronské umělecké školy v Čechách. Působivou výmalbu bylo v době rekonstrukce (2008–2018) možné díky unikátnímu vázanému lešení prohlédnout si velice zblízka.

## Historie

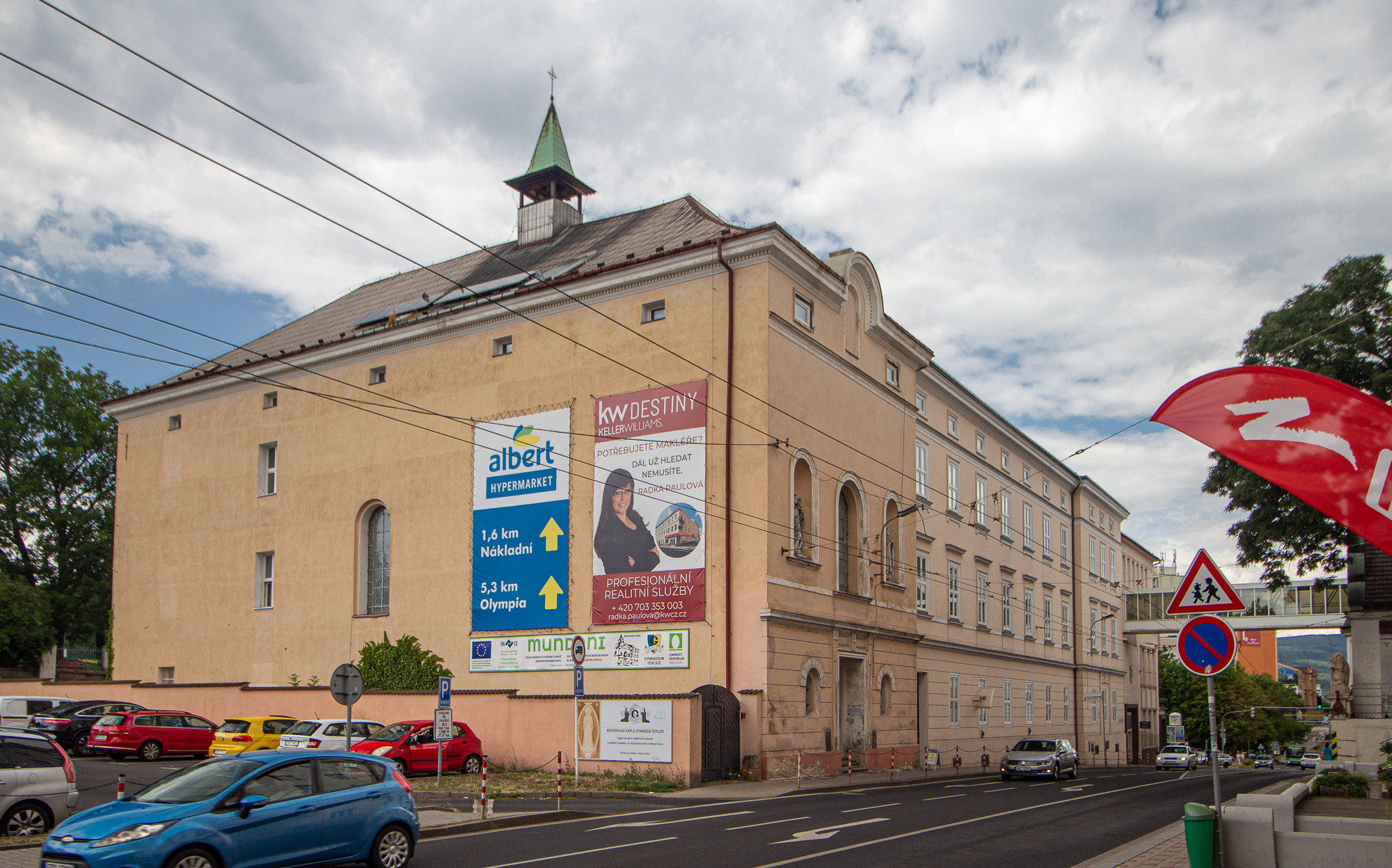
Beuronská kaple a budovy kláštera

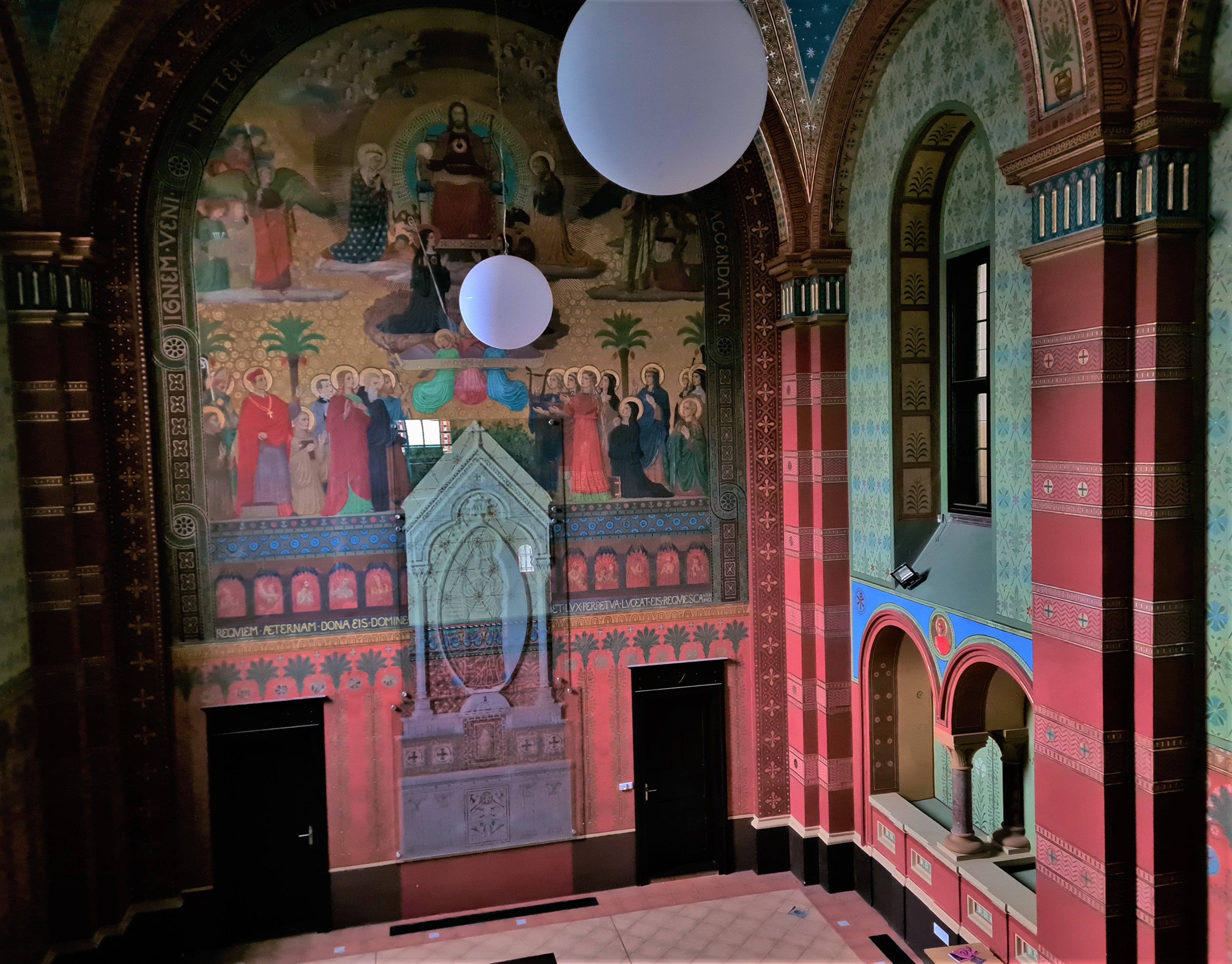
Vyobrazení Posledního soudu v kapli Neposkvrněného početí P. Marie.

V roce 1865 získala Kongregace Milosrdných sester svatého Karla Boromejského v Teplicích klášterní objekt, jehož součástí se stala i kaple Neposkvrněného početí Panny Marie, známá jako Beuronská kaple. Kaple se nachází v dvoupatrové trojkřídlé budově bývalého dívčího penzionátu v Alejní ulici, v místě někdejšího kláštera sester boromejek.
V letech 1888–1889 byla kaple vyzdobena benediktinskými mnichy z arciopatství v Beuronu, kteří odešli ze svého domovského kláštera do pražských Emauz.
V roce 1931 došlo k částečné přemalbě kaple vedené Antonem Vrbíkem. Po skončení druhé světové války byl klášterní provoz omezen a 31. srpna 1950, byly z objektu komunistickým režimem vyhnány i poslední řádové sestry. Objekt byl užíván jako škola a kaple sloužila jako sklad zeleniny pro obchodní řetězec Prior. Do nástěnných maleb byly necitelně zasekány elektrické rozvody a do hlav svatých byla instalována světla. Přesto původní výzdoba kaple přetrvala do dnešní doby jen s dílčími úpravami.
V roce 1989, ještě v období komunistické totality, se měla klášterní kaple změnit na školní klub a vzácné malby měly být přelepeny. K tomu díky sametové revoluci však nedošlo. V roce 1993 zakoupilo klášterní budovu Gymnázium Teplice, avšak původní určení prostor jako kaple zůstalo v zapomnění. Až v roce 1995 se podařilo shromáždit finanční prostředky na nákup vitrážových oken, která nahradila igelitové fólie a postupně bylo možné započít s její obnovou. Práce na rekonstrukci kaple neprobíhaly z důvodu nedostatku financí příliš rychle, ale v roce 2004 ze studentů vznikla skupina dobrovolníků, která se později transformovala v Pro arte beuronensis – Společnost pro obnovu kaple Gymnázia Teplice (dnes jen Pro arte beuronensi). V dalších letech postupně probíhala renovace maleb a odstranění nepůvodních prvků. Od roku 2014 se na obnově a zpřístupnění prostor podílelo také Kulturní centrum románských jazyků Viktorie Santy Cruz. V kapli jsou pořádány výstavy, koncerty a jiné kulturní akce. V roce 2015 byla kaple zpřístupněna v rámci Noci kostelů.
Od přelomu let 2016 a 2017 do února 2018 byla kaple kompletně zrekonstruována a byly provedeny rozsáhlé stavební úpravy jejího zázemí. Dne 8. března 2018 byla po rekonstrukci slavnostně otevřena a předána do užívání, Gymnázium Teplice v ní pořádá výstavy, koncerty, přednášky a další kulturní akce pro veřejnost.

## Výzdoba

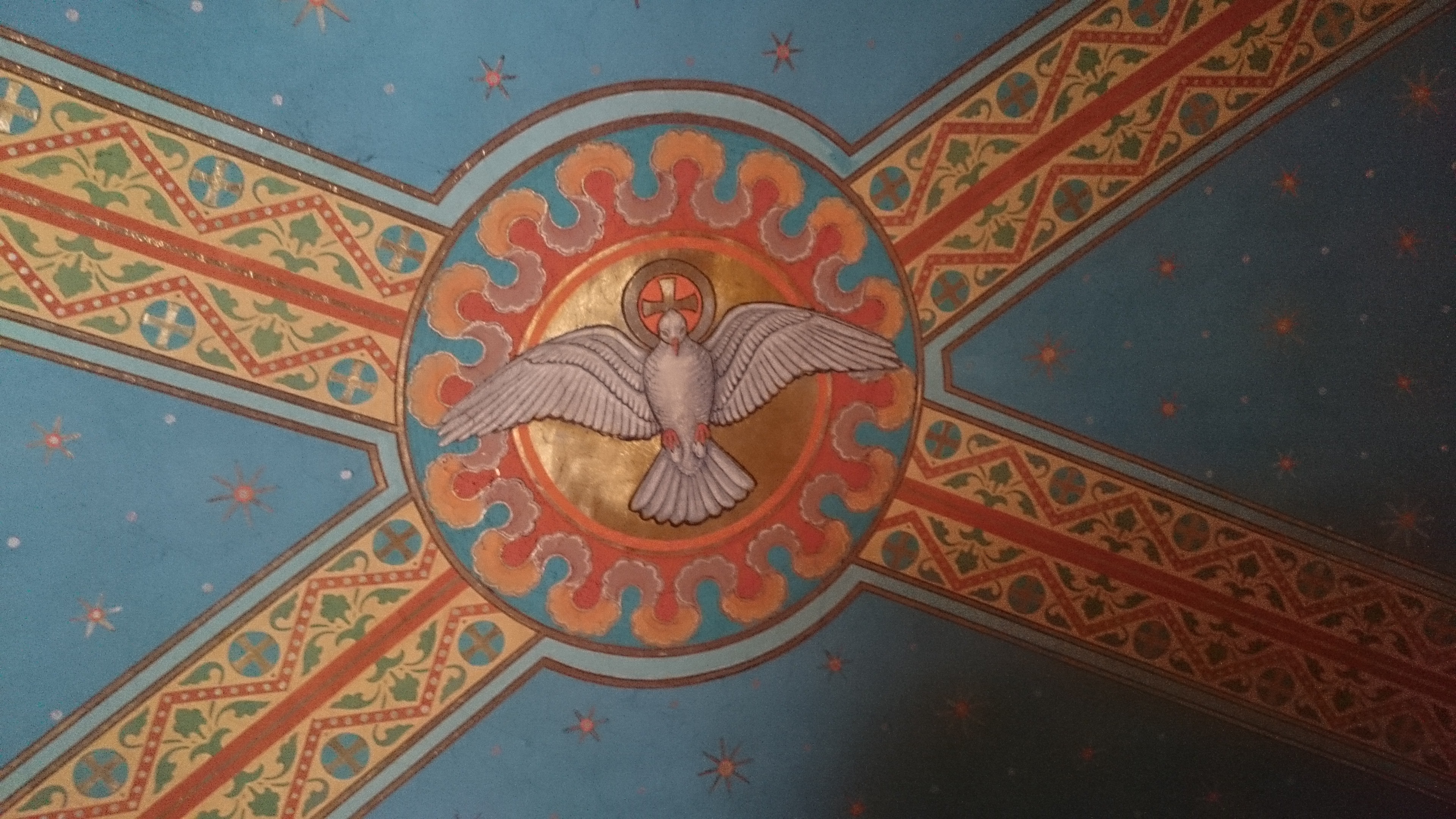
Holubice jako symbol Ducha svatého ve vrcholu klenby; kaple Neposkvrněného početí P. Matie.

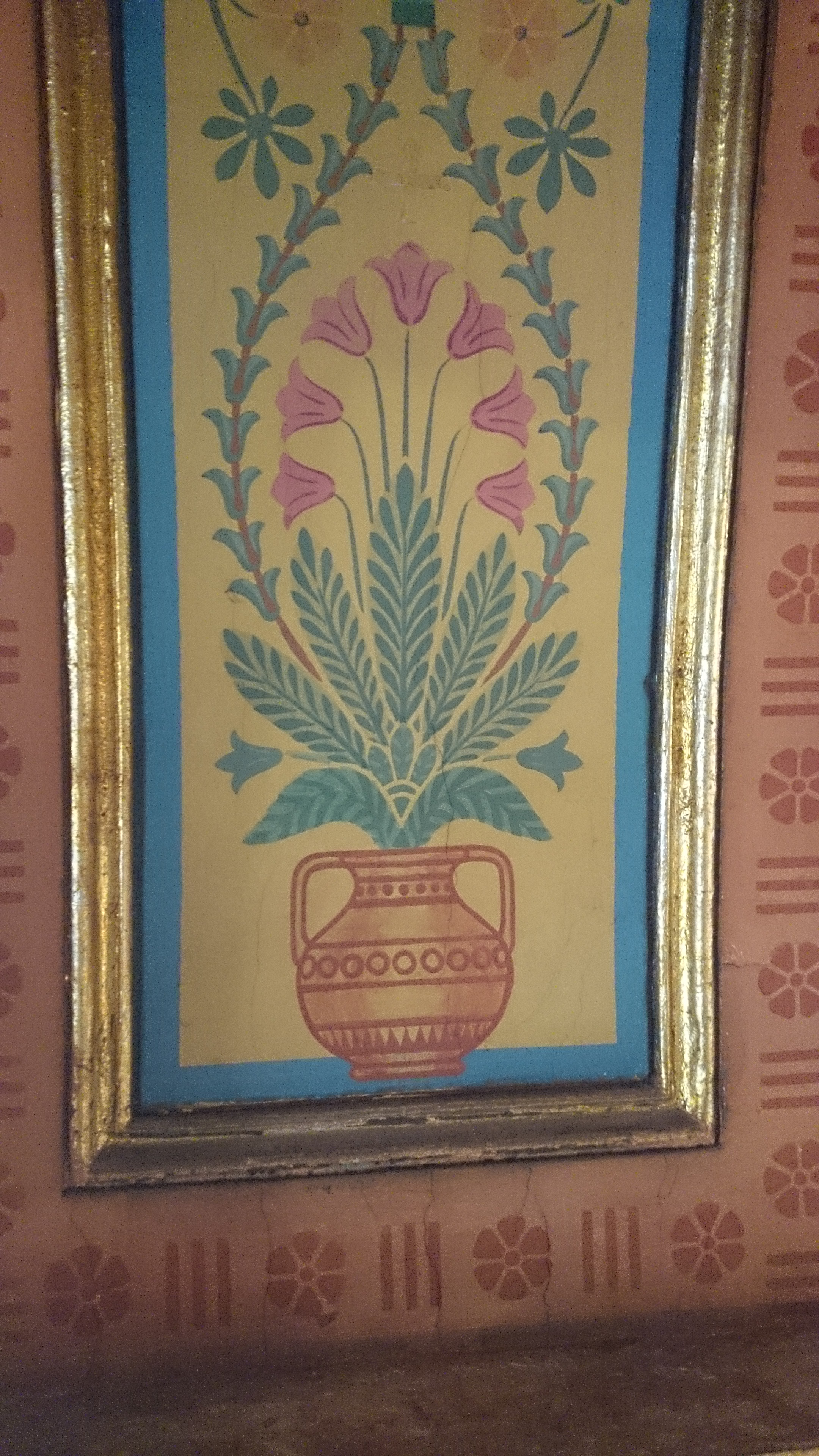
Dekorativní výzdoba kaple Neposkvrněného početí P. Matie.

Unikátní památku vytvořili benediktinští mniši z Emauz v roce 1886 dokončením přestavby prostoru kaple a následným zahájením její výzdoby. K tomu účelu mniši provedli řadu přípravných kreseb, z nichž postupně vznikly dvě varianty nástěnných maleb, na jejichž podkladě byla vytvořena konečná podoba výzdoby kaple. Ta byla dokončena v roce 1889. Nástěnné malby byly prováděny technikou al secco, tj. na suchou omítku, která je snadno zranitelná měnícími se klimatickými podmínkami. Výmalby se ujal švýcarský malíř a benediktin Lucas (Fridolin) Steiner (1849-1906), žák Desideria Lenze a Gabriela Wügera. Je proto považován za spoluzakladatele Beuronské umělecké školy, v jejímž duchu byla kaple vyzdobena. Pozdější poškození výzdoby kaple provázelo opadávání barevné omítky. Proto bylo v roce 1931 přistoupeno ke kompletní přemalbě, kterou vedl páter Antonín (František) Vrbík (1870–1939), umělecky nadaný benediktin, který vstoupil do Emauzského kláštera v roce 1892. Páter Vrbík se sice držel původního návrhu na výzdobu kaple z let 1889–1890, ale některé dekorativní a ornamentální prvky, včetně řady detailů, významně pozměnil. Výběr témat a světců však byl předem pečlivě připraven a schválen, aniž by úloha autora návrhu byla zdůrazňována, což trvalo až do doby Vrbíkových restaurátorských úprav. Kongregace Milosrdných sester nesla název Společnost svaté Rodiny, ke kterému později přidala jméno sv. Karla Boromejského. To se odrazilo nejen ve výzdobě průčelí teplické kaple, ale i ve výzdobě jejího interiéru. Ta se soustřeďuje na oltářní stěnu s dominujícím výjevem Posledního soudu.
Vyobrazení Posledního soudu na celou oltářní stěnu kaple je ve středoevropském prostředí neobvyklé. Podobné vyobrazení tohoto výjevu na čelní stěně chrámového prostoru najdeme jen na Michelangelově fresce Posledního soudu v Sixtinské kapli ve Vatikánu. Vyobrazení v teplické kapli však pomíjí trest v pekle jako odplatu za hříchy spáchané jedincem během jeho života na Zemi. Vyobrazení pekla je zde nahrazeno očistcem, který dává duši naději na odpuštění před vstupem do nebeské sféry. Podobně jako ve Vatikánu teplickému vyobrazení Posledního soudu dominuje Ježíš Kristus jako Pantokrator s planoucím srdcem na hrudi, který v rukách drží atributy všemohoucího vládce (jablko, žezlo). Po obou Kristových stranách klečí Svatá rodina - Panna Maria a sv. Josef. U Kristových nohou dále klečí sv. Gertruda a sv. Markéta Marie, jejichž přítomnost připomíná oslavu Nejsvětějšího Srdce Ježíšova. Po stranách tohoto výjevu jsou zobrazeny postavy andělů nesoucí nástroje Kristova umučení.
U oltářní menzy byla namalována Panna Marie stojící na srpku měsíce dotýkajícího se koule, což jsou symboly jejího neposkvrněného početí. Ve spodní části nástěnné malby jsou vyobrazeni světci a světice, kterým dominuje v červeném plášti a biretu kardinál Karel Boromejský s modelem kláštera u nohou. Nejvíce vlevo je sv. František z Assisi a s berlou stojící sv. Martin z Tours. Před sv. Karlem Boromejským je klečící sv. Bernard z Clairvaux a za ním stojící sv. Dominik. Nejblíže ke středu malby stojí sv. Jan Evangelista, sv. Benedikt a kříž držící sv. Jan Křtitel, patron Teplic. Na pravé straně jsou vyobrazeny světice počínaje zleva stojící sv. Cecilií s lyrou, sv. Kateřinou Alexandrijskou, sv. Anežkou Římskou a sv. Růženou z Limy. Dále vpravo klečí sv. Hildegarda z Bingenu spolu se sv. Máří Magdalenou. Mezi nimi je stojící sv. Alžběta Duryňská. Zcela vpravo stojí sv. Brigita Švédská a sv. Františka Římská. Vyobrazení světci a světice reprezentují nejvýznamnější představitele církevních řádů, kteří se vyznačovali dobročinností a křesťanskou mystikou.
Na zbývajících stěnách kaple Neposkvrněného početí Panny Marie, včetně stropu, je dekorativní výmalba. Její završení představuje v klenbě kaple vyobrazená holubice jako symbol Ducha svatého.
Obnova výmalby kaple, kterou vedl na počátku 30. let 20. století P. Antonín Vrbík, byla spojena s dílčími úpravami výjevu na oltářní straně kaple. Naopak nástěnné dekorace a v medailonech zobrazené polopostavy Svaté rodiny naproti oltářní stěně dokládají, že se jedná o jednotný sakrální prostor. Kůru dominují dva medailony zobrazující archanděla Gabriela s lilií a Pannu Marii s holubicí Ducha svatého. Nad kůrem umístěný medailon zobrazuje sv. Josefa s Ježíškem, spolu se signaturou pátera Vrbíka a rokem provedení restaurátorských prací. Uvedení umělcovy signatury dokládá proměnu názoru na autorství díla u druhé generace beuronských umělců. Umělecko-historický význam kaple Neposkvrněného početí Panny Marie v Teplicích spočívá nejen v pečlivé přípravě samotné malby, ale i v příkladné ikonografii postav často zobrazených s jejich identifikujícími atributy. Tento způsob zobrazování náboženských postav byl typický pro první generaci beuronských umělců, jak ji v případě oltářní malby Posledního soudu reprezentoval benediktin Lucas (Fridolin) Steiner (1849-1906) a jeho pomocníci z kláštera Emauzy. V druhé generaci těchto beuronských umělců, jak je patrno z úpravy této nástěnné malby emauzským benediktinem P. Antonínem (Františkem) Vrbíkem (1870–1939), se v beuronské nástěnné malbě uplatňoval ornament s rostlinnými motivy, zatímco zobrazení světců a světic se přeneslo do medailonů. Na rozdíl od první generace beuronských umělců, druhá generace se již nerozpakovala přihlásit se k autorství nástěnných maleb, jak to dokládá nejen Vrbíkova signatura v teplické kapli, ale i v kostele svaté Rodiny v Praze-Řepích.